# اسقف‌نشین

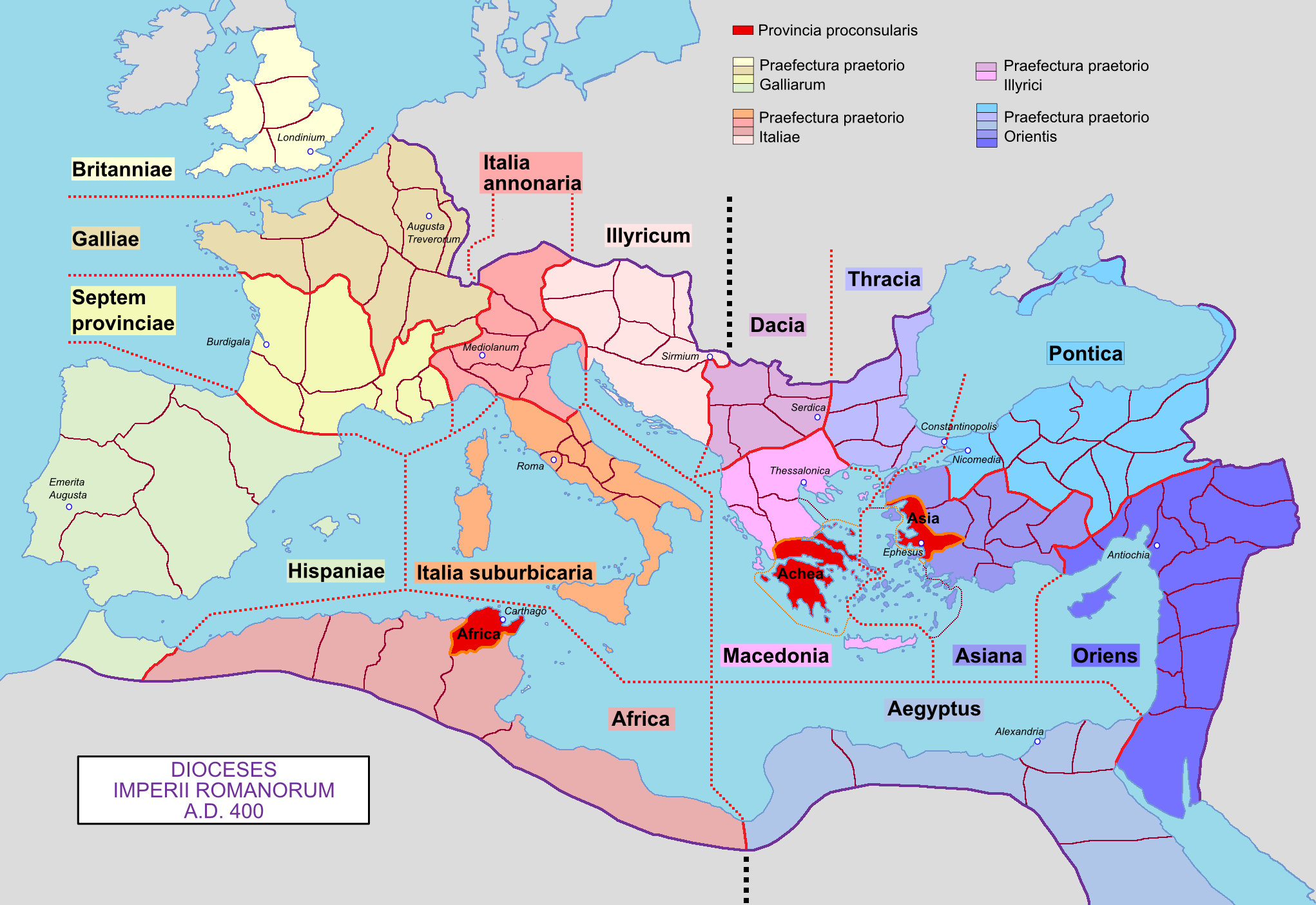
اسقف‌نشین‌های امپراتوری روم، ۴۰۰ پس از میلاد.

در تقسیمات جغرافیایی حوزه نفوذ شرعی کلیساها، به ناحیه‌ای از یک منطقه مسیحی‌نشین که امورات دینی آن زیر نظر یک اسقف اداره می‌شود اُسقُف‌نشین می‌گویند.
هر اسقف‌نشین diocese  خود به چند کشیش‌نشین Parish تقسیم می‌شود.
به همین ترتیب ناحیه‌ای که امورات مذهبی آن زیر نظر یک اسقف اعظم (مَطران) اداره شود سراسقف‌نشین archdiocese گفته می‌شود. سراسقف معمولاً در حوزه ولایت کلیسایی Ecclesiastical Province خود بر چند اسقف نظارت و حکمرانی دارد؛ این اسقف‌ها که زیر نظر سراسقف عمل می‌کنند اصطلاحاً اسقف‌یار suffragan نیز نامیده می‌شوند. 
در ادامه تقسیمات نواحی کلیسایی به همین ترتیب ناحیه زیر نظر یک شمّاس بزرگ (مدیر خادمان کلیسا)، را شماس‌نشین Archdeaconry می‌گویند.
ساختار سلسله مراتب اداره امور کلیسایی و تقسیمات ناحیه‌ای آن را به‌طور کل تشکیلات اسقفی episcopal polity می‌گویند.